# 케네스 애로
케네스 조셉 "켄" 애로(영어: Kenneth Joseph "Ken" Arrow, 1921년 8월 23일 ~ 2017년 2월 21일)는 미국의 경제학자, 작가, 정치이론가이다. 그는 1972년에 존 힉스와 함께 노벨 경제학상을 수상하였다. 수상할 시 그의 나이는 51세였다.
경제학에서, 그는 제2차 세계 대전 이후에 나타난 신고전파 경제학자이다. 그의 학생 중 많은 사람들도 노벨 경제학상을 수상하였다.
그의 가장 중요한 업적은 "애로의 불가능성 정리"와 같이 사회선택이론에 관하여 연구한 것과 일반균형이론에 관하여 연구한 것이 있다. 그는 내생적 성장이론이나 정보 비대칭 이론에도 큰 기여를 하였다.

## 교육과 초기경력
애로는 1921년 8월 23일에 뉴욕시에서 태어났다. 애로의 어머니 릴리언과 아버지 해리는 모두 루마니아 출신이며, 애로의 집안은 루마니아 유대교 집안이다. 그의 가족은 애로의 교육에 대하여 적극적인 지원을 해주었다. 대공황에서 자란 애로는 그가 젊었을 때 사회주의를 받아 들였으며, 이후 그는 사회주의적 견해를 포기했지만 좌파적인 성향을 유지했다.
그는 타운센드 해리스 고등학교를 졸업한 뒤 1936년 뉴욕시립대학교에 입학하여 1940년에 수학전공으로 학사과정을 수료하였다. 그는 대학원 과정으로 컬럼비아 대학교를 다녔으며, 그는 거기서 해럴드 호텔링 아래에서 공부하고 또 그에게 큰 영향을 받았다. 그는 1941에 석사과정을 수료하였다. 이후 1942년에서 1946년까지 그는 미국 육군 항공단에서 기상장교로 복무하였다.
1946에서 1949년까지 그는 컬럼비아 대학교에서 대학원생으로 있으면서 시카고 대학교의 코올스 경제학연구위원회의 연구원으로도 있었다. 이 시기에 그는 시카고 대학교에서 경제학 조교수로도 있었다. 그는 1951년에 컬럼비아 대학교에서 박사과정을 수료하였다.
애로는 경제학자 로런스 서머스의 삼촌이기도 하며, 폴 새뮤얼슨의 처남이기도 하다. 애로는 1947년에 셀마 슈바이처와 결혼했으며, 두 명의 자식이 있는데 두 명 모두 배우이다.

## 학문적 생애
그는 스탠포드 대학교에서 경제학 명예교수와 오퍼레이션 리서치 명예교수로 재직하였다. 그는 교황청 사회학술원의 창립회원이며, 산타페 연구소의 회원이었기도 하다.
애로는 평화와 안전을 위한 경제학자들의 이사였다. 또한 그는 기후 변화에 관한 정부간 패널의 주 저자였으며, 경제학 연간 평론의 편집장이었다.
그의 학생중 5명이 노벨 경제학상 수상자이다. 여기에는 에릭 매스킨, 존 하사니, 로저 마이어슨, 마이클 스펜스 등이 있다.
애로의 에르되시 수는 3이다.

## 학력
- 1931 ~ 1936 : 타운센드 해리스 고등학교 졸업
- 1936 ~ 1940 : 뉴욕시립대학교 수학과 학사
- 1940 ~ 1941 : 컬럼비아 대학교 경제학 석사
- ~ 1951 : 컬럼비아 대학교 경제학 박사

## 업적

### 일반균형이론
애로는 제라르 드브뢰와 함께, 제한된 조건 하에서는 시장에 있는 모든 상품에 대하여 총공급이 총수요와 같은 가격의 집합이 언제나 있음을 엄밀하게 증명해낸 애로-드브뢰 모형을 만들었다. 이 업적으로 드브뢰는 1983년에 노벨 경제학상을 수상하였다. 애로는 후에 이 모델을 확장하여 불확실성과 안정성을 포함하여 분석하였다. 일반균형이론에서의 그의 업적은 아담 스미스의 국부론에 많은 영향을 받았다.

### 후생경제학의 기본 정리
애로는 후생경제학의 기본 정리의 제1정리와 제2정리를 효용, 소비, 혹은 기술의 미분가능성을 필요로 하지 않고 증명할 수 있음을 보였다.

### 내생적 성장이론
애로는 내생적 성장이론에 대하여도 연구하고 있었다. 이는 기술변화를 외생적 변수라 보지 않고, 기술변화의 원인이 무엇인지 탐구하려고 하는 이론이다. 내생적 성장이론이 발전하기 전에는 기술변화를 외생변수라 고려하는 것이 일반적이었다. 하지만 이와 동시에 기술변화가 일어나는 원인에 대하여는 경제적 설명이 부족하였다. 내생적 성장이론은 왜 기업들이 혁신하는지 경제적인 이유를 제공하였고, 이에 다라 경제학자들이 기술변화가 경제주체의 행위에 따라 결정되므로, 즉 내생적으로 결정되므로 기술변화가 경제 모델 안에 들어가야한다고 생각하게 하였다. 애로는 이러한 이론에 기초가 되는 연구를 하였다.

### 정보경제학
애로는 정보의 비대칭성에 다른 문제 역시 연구하였다. 애로는 의료 급여에서의 정보의 비대칭성에 관하여 연구하였고, 그는 1963년에 "Uncertainty and the Welfare Economics of Medical Care" 라는 제목의 논문으로 자신의 업적을 출판하였다.

## 수상 실적
애로는 1959년 미국 예술 과학 아카데미의 선임 연구원으로 선출되었다. 그는 1972년 존 힉스와 함께 노벨 경제학상을 수상하였다. 또한 그는 리스크와 불완전한 정보에 관한 연구로 2004년에 미국에서 가장 높은 과학상인 국가과학상을 수상하였다.